# شركة تطوير التعليم القابضة
شركة تطوير التعليم القابضة هي شركة حكومية سعودية، تأسست بتاريخ 4 نوفمبر 2008، وأصبحت مملوكة للدولة بقرار صادر من مجلس الوزراء في 15 نوفمبر 2022، تعد شريكا أساسيا في تحقيق رؤية السعودية 2030، يتبعها عدة شركات هي: شركة تطوير للخدمات التعليمية، وشركة تطوير للنقل التعليمي، وشركة تطوير للمباني، وشركة تطوير لتقنيات التعليم، وتؤدي الشركة دورا استراتيجيا في مساندة وزارة التعليم من خلال شركاتها وتعزيز مشاركة القطاع الخاص في التعليم.

## الشركات التابعة
- شركة تطوير للخدمات التعليمية.
- شركة تطوير للنقل التعليمي.
- شركة تطوير للمباني.
- شركة تطوير لتقنيات التعليم.

## مشاريع الشركة
- مركز الأمير سلطان للخدمات المساندة للتربية الخاصة.
- مدارس تطوير لتعليم قيادة المركبات.
- بوابة القسائم التعليمية.
- مدينة سناد للتربية الخاصة.
- ريادي مبادرة الاستثمار وريادة الأعمال في التعليم.[4]

## روابط خارجية
- الموقع الرسمي.